# Köttflugor
Köttflugor (Sarcophagidae) är en familj inom insektsordningen tvåvingar som tillhör underordningen flugor. Familjen innehåller omkring 2 500 arter världen över. I Sverige finns ett sextiotal arter .
Köttflugor är ofta ganska stora och kraftiga flugor. De största arterna kan bli upp till 20 millimeter och de minsta arterna är omkring 2 millimeter. Ofta är de grå, silvergrå eller svartaktiga i färgen och har genomskinliga till något rökfärgade vingar. De är försedda med kraftiga borst, särskilt på bakkroppen och på ovansidan. Mellankroppen är ofta streckad, vanligen kan tre mörkare längsgående streck urskiljas, och bakkroppen är rutmönstrad. 
Hos köttflugor förekommer det att honorna behåller äggen inne i sin kropp tills de kläcks för att sedan föda fram larverna. De kan därför sägas föda levande avkomma. Vissa arter placerar sina larver i sår och andra kroppsöppningar hos olika större ryggradsdjur, inräknat människan, något som är orsaken till familjens namn. Flertalet arter har dock larver som lever på kadaver. Det finns också arter vars larver parasiterar på ryggradslösa djur, både på andra insekter och på andra typer av smådjur såsom spindlar, sniglar eller daggmaskar.

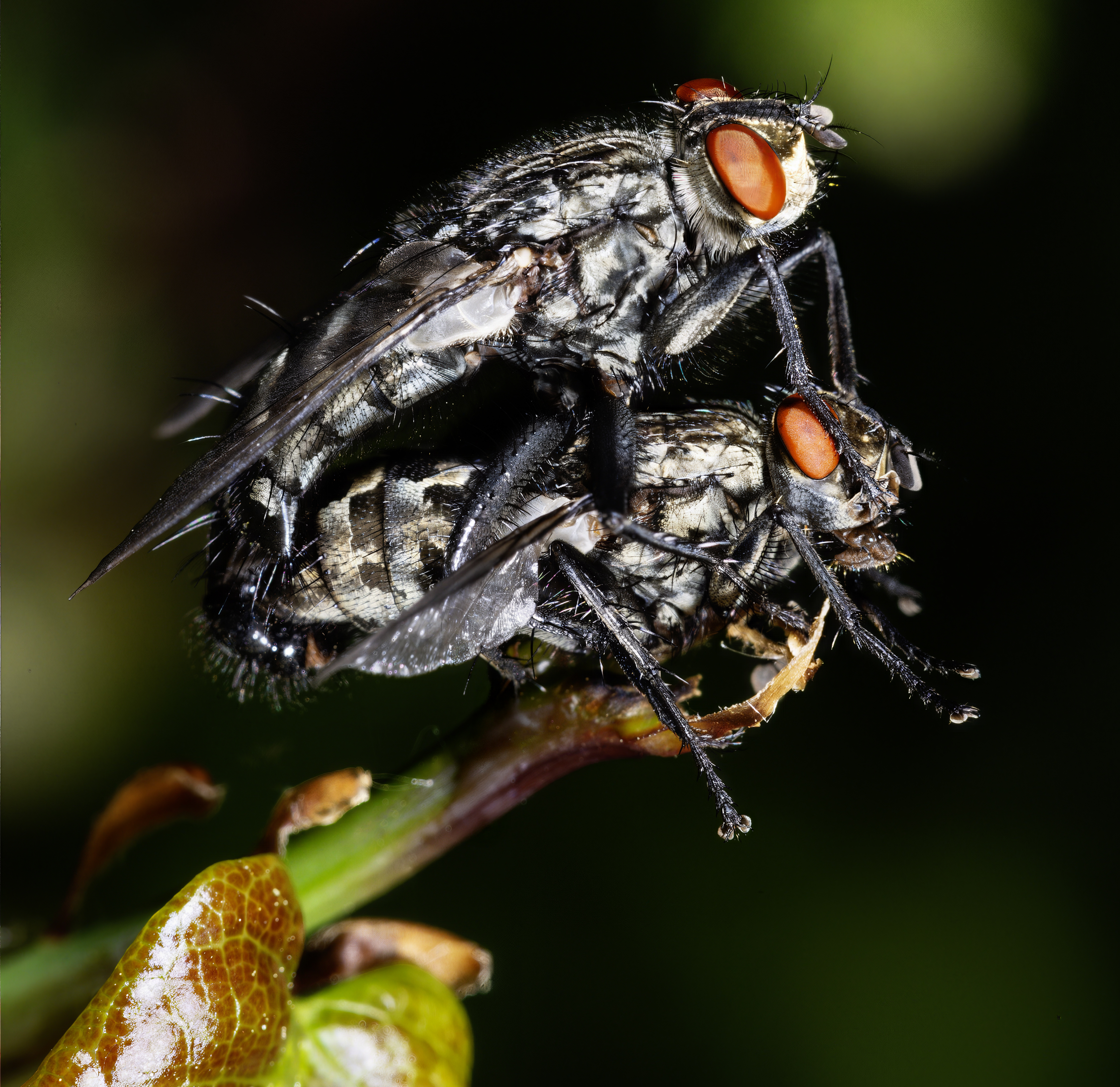
Par av arten Sarcophaga carnaria
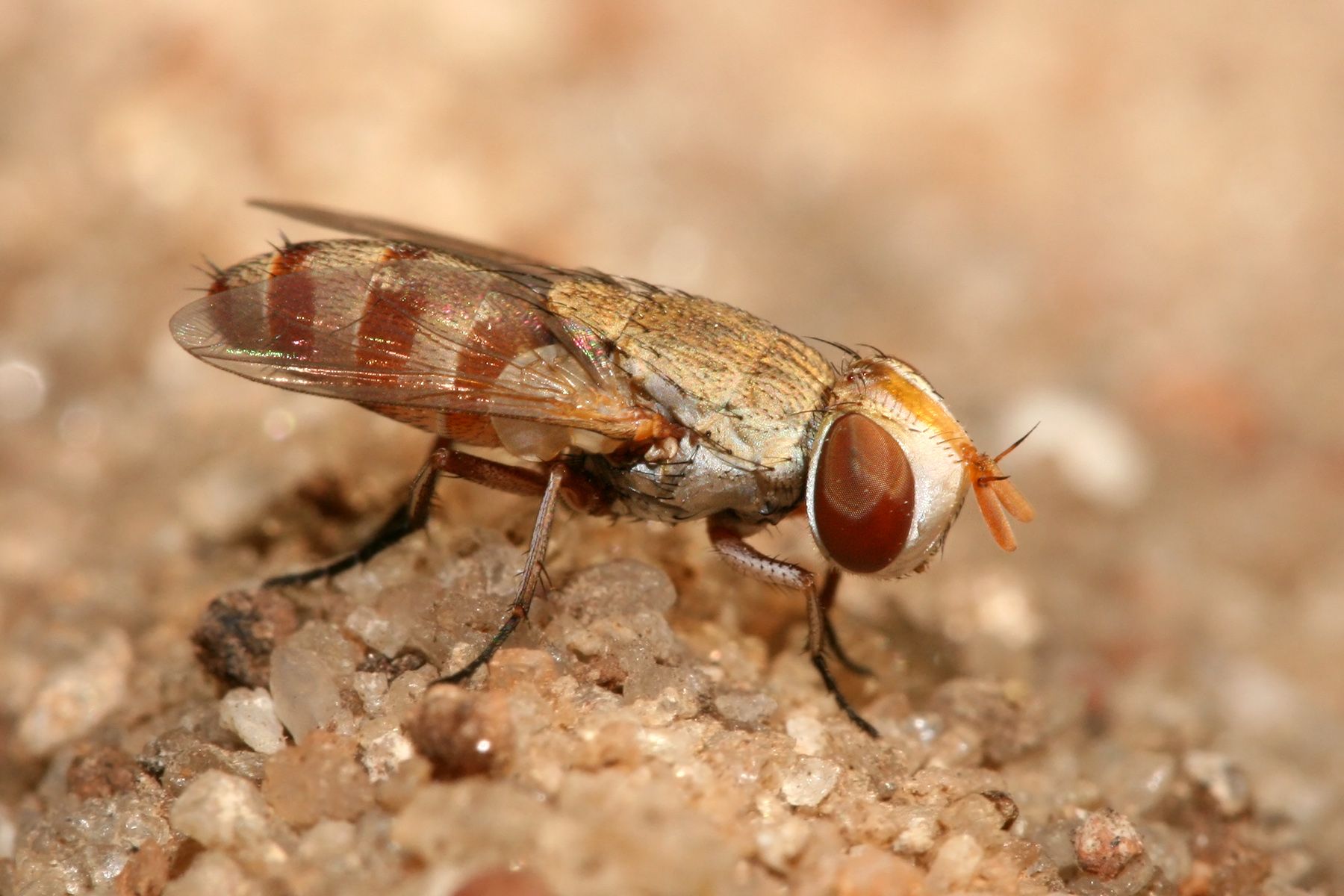
Köttfluga tillhörande släktet Craticulina
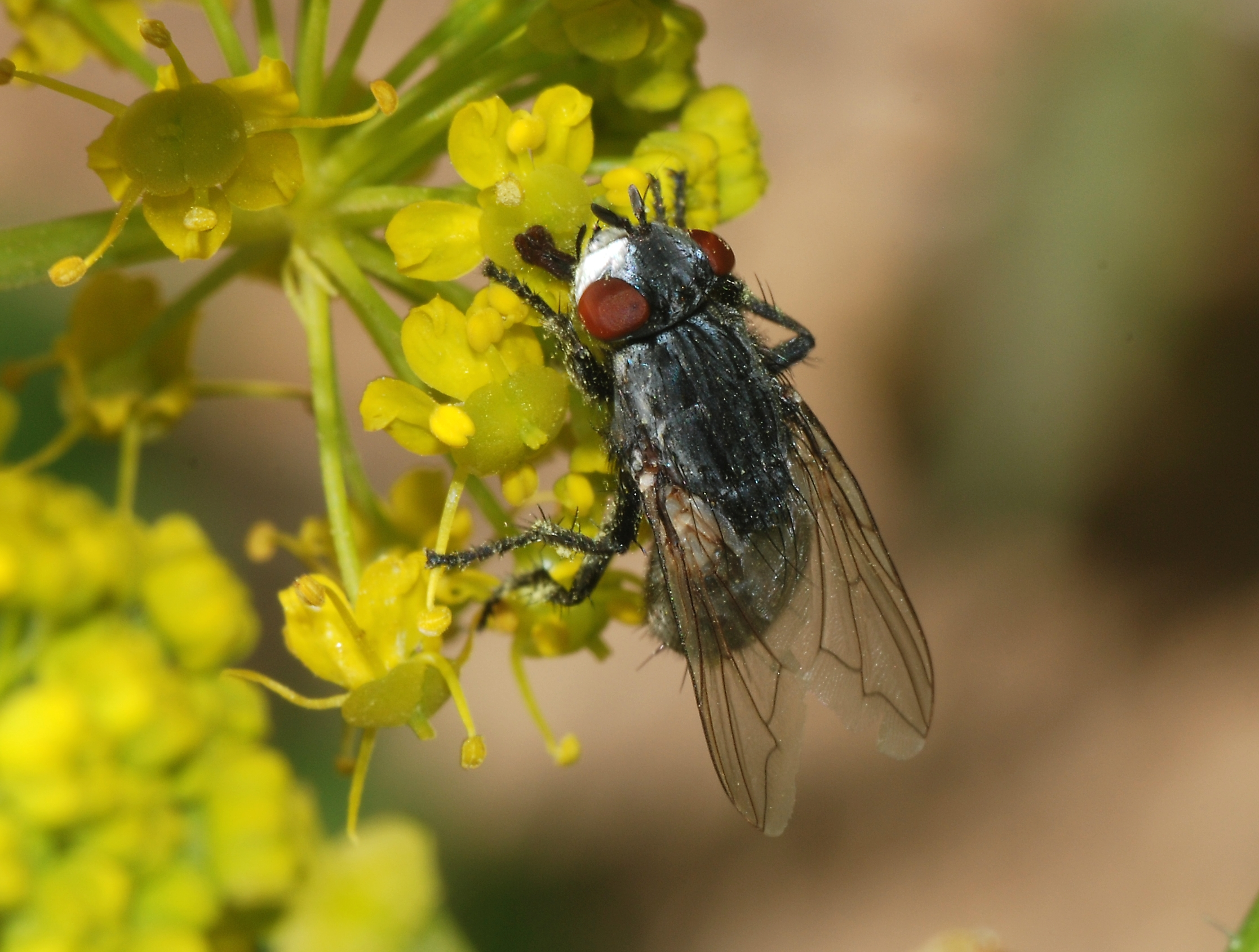
Wahlfahrtia magnifica
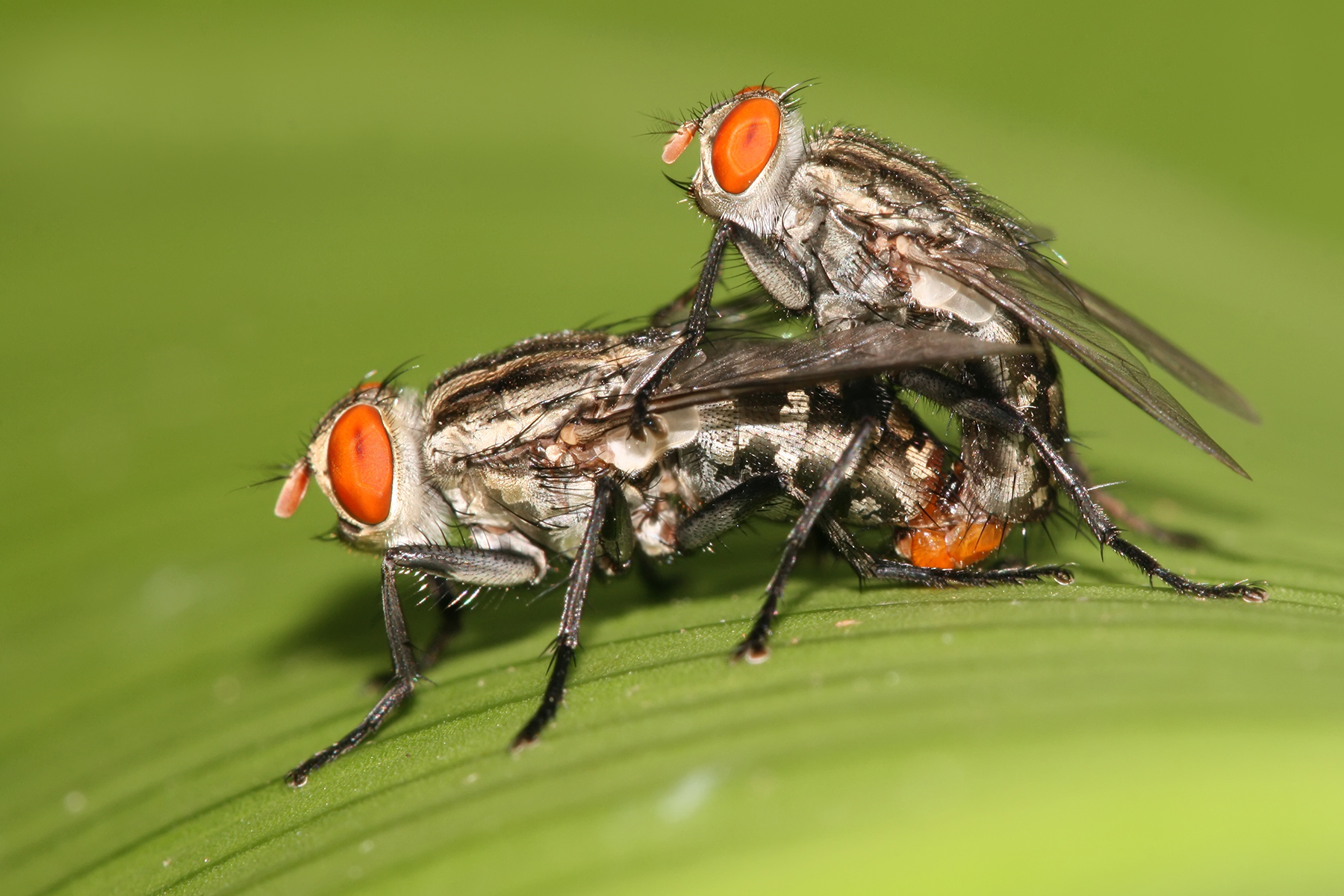
Sarcophaga ruficornis